# The Colorblinds
The Colorblinds je česká indie rocková hudební skupina, která vznikla v roce 2008 v Praze. V mezinárodní soutěži Emergenza v roce 2011 se umístila jako druhá v českém finále.

## Historie
Skupina byla založena v březnu 2008 pod názvem BEK, což je zkratka slov „bicí – elektrická kytara – klarinet“, a hrála jako hudební trio ve složení: Štěpán Krtička – bicí, Adam Mišík – elektrická kytara, Marek Fialka – klarinet. Na současný název The Colorblinds se přejmenovala v březnu 2010 a od té doby hrála ve složení: Adam Mišík – zpěv a formální frontman, Marek Fialka – kytara, Prokop Fialka – baskytara a Štěpán Krtička – bicí. Adam Mišík se nejpozději od jara 2013 připravoval na sólovou kariéru a 22. června 2013 přišla zpráva, že odchází ze skupiny (již v listopadu 2013 se pak stal Objevem roku v anketě Český slavík). Na koncertu 7. září 2013 se skupinou prvně vystoupil nový zpěvák Vítek Soural.
Skupina veřejně vystupuje od roku 2008 a některé její skladby již zazněly v rádiu. První větší koncert měla 1. června 2010 v Salesiánském divadle v Praze-Kobylisích. O jejím koncertu 18. listopadu 2010 v pražském klubu Vagon, kde hrála jako předkapela Vladimíra Mišíka, vyšla pozitivní recenze v elektronickém hudebním časopise Music Site. Její debutové album s názvem The Colorblinds vyšlo oficiálně 8. dubna 2011.
V mezinárodní soutěži Emergenza (ročníku 2011) vyhrála 21. listopadu 2010 1. kolo, 8. dubna 2011 semifinále a 29. května 2011 v Praze získala druhé místo v českém finále.
V červnu 2012 vystoupila jako jedna z hlavních kapel na festivalu United Islands of Prague.
Členové skupiny uvádějí, že na jejich styl měli vliv AC/DC, Aerosmith a Metallica (Marek); The Rolling Stones, Michael Jackson a 30 Seconds to Mars (Adam); Red Hot Chili Peppers (Štěpán), Iron Maiden, Pink Floyd (Prokop) a další.

## Členové
- Adam Mišík – zpěv a druhá kytara, formální frontman (do 22. června 2013)
- Marek Fialka – kytara, vedoucí skupiny
- Prokop Fialka – baskytara
- Štěpán Krtička – bicí
- Vít Soural – zpěv (od září 2013)

## Diskografie
- 2011 – The Colorblinds (debutové album)
  - nahráno v roce 2010 ve studiu Bellatrix ve Čtyřkolech, pokřtěno 8. dubna 2011 v Paláci Akropolis v Praze;[7]
  - obsahuje písně: „Just Say It“, „Oh No“, „Red Clouds“, „Arabian Club“, „Thousand Miles“, „Give Me The Fire“, „Colorblind“, „Line Of My Life“.[8]
- 2012 – Dangerous Girl (dvojitý singl)
  - křest singlu se konal 30. srpna 2012 v Malostranské besedě v Praze

## Zajímavost
Dva z členů skupiny – Adam Mišík a Štěpán Krtička – společně účinkovali v roce 2008 ve filmu Taková normální rodinka v dětských rolích raubířů Pavla a Petra.